# Harry Nathan
Harry Louis Nathan, 1er baron Nathan (2 février 1889 - 23 octobre 1963) est un homme politique libéral britannique qui, à partir de 1934, rejoint le Parti travailliste. Il est ministre du gouvernement dans le Gouvernement Attlee jusqu'en 1948.

## Jeunesse
Nathan est né à Londres en 1889, fils de Michael Henry Nathan, éditeur de beaux-arts et magistrat. Formé à l'école St Paul, il devient avocat et membre du cabinet Herbert Oppenheimer, Nathan et Vandyk. Il devient secrétaire honoraire du Brady Working Lads 'Club, le plus ancien et le plus grand des London Jewish Lads' Clubs (aujourd'hui JLGB).
Nathan sert pendant la Première Guerre mondiale, finissant avec le grade de major. Il est avocat honoraire de l’Organisation sioniste qui a encouragé le rétablissement d’Israël.

## Politique
Il s'est présenté comme candidat libéral en 1924 pour Whitechapel et St George's sans succès. Il est membre de la Liberal Industrial Inquiry qui prépare l'avenir industriel de la Grande-Bretagne, également connu sous le nom de Livre jaune libéral . Il est élu pour la première fois en 1929 comme député de Bethnal Green North East et est réélu en 1931. Avec de nombreux autres dirigeants communautaires anglo-juifs, Nathan est un membre fondateur du Central British Fund for German Jewry renommé quelques années après sa mort . En 1934, il fait défection au Parti travailliste. Les travaillistes remportent le siège aux élections générales de 1935, mais Nathan n'est pas leur candidat; s'étant présenté à Cardiff South et perd de 271 voix .
En 1937, Nathan est réélu au Parlement lors d'une élection partielle à Wandsworth Central en tant que candidat travailliste. Il démissionne en 1940 pour faire place à Ernest Bevin et est créé pair héréditaire en tant que baron Nathan de Churt dans le comté de Surrey le 28 juin 1940. Il continue dans la politique active à la Chambre des lords, en tant que sous-secrétaire d'État à la guerre (1945-1946 et ministre de l'aviation civile (4 octobre 1946 - 31 mai 1948). Il est nommé conseiller privé en 1946.

## Famille
Son épouse Eleanor Nathan est présidente du London County Council (1947-1948) . Il est remplacé à la baronnie par son fils Roger (1922–2007). Sa fille, Joyce, est mariée à Bernard Waley-Cohen, plus tard le 633e lord-maire de Londres, et le fils de Robert Waley Cohen, un industriel et membre dirigeant du Central British Fund for German Jewry .